# Rhodri Meilir
Rhodri Meilir (ur. 18 listopada 1978 w Mold w Wielkiej Brytanii) – walijski aktor. Wystąpił roli Alfiego Buttsa w sitcomie Moja rodzinka.

## Filmografia
- 2007 Y Pris
- 2007 The Baker
- 2006 Doctor Who
- 2006 Caerdydd
- 2006 Wiedźmikołaj (Hogfather)
- 2005 Moja rodzinka (My Family)
- 2005 Afterlife
- 2000 Diwrnod Hollol Mindblowing Heddiw